# Chrysops relictus
Espèce
Chrysops relictus est une espèce d'insectes diptères brachycères de la famille des Tabanidae. 
Ce taon européen mesure environ 8 à 10,5 mm de longueur. Comme chez ceux des moustiques qui se nourrissent de sang (hématophagie), seule la femelle pique et suce le sang ; le mâle se nourrit de nectar. La larve se nourrit de la matière organique dans les sols humides, et dite hydrobionte car dépendante de l'eau et capable de vivre dans l'eau et les zones très humides.